# Giuseppe Mozzoni
Giuseppe Mozzoni (Gardone Val Trompia, 7 giugno 1887 – Brescia, 7 settembre 1978) è stato un pittore italiano.

## Biografia
Dedicatosi alla pittura sin dalla giovinezza, Giuseppe Mozzoni entrò all'Accademia di Brera di Milano in seguito alla vittoria del Premio Lorandi. Divenne quindi famoso in tutta Italia per la sua attività di affreschista. Le sue opere sono caratterizzate da una forte leggibilità.
Mozzoni riteneva importante educare attraverso l'arte ad un sentimento nazionalistico d'impostazione risorgimentale, basandosi sulla vita della città di Brescia.
A Giuseppe Mozzoni il comune di Brescia ha dedicato una via nel centro storico.